# Tarsus (Gliederfüßer)

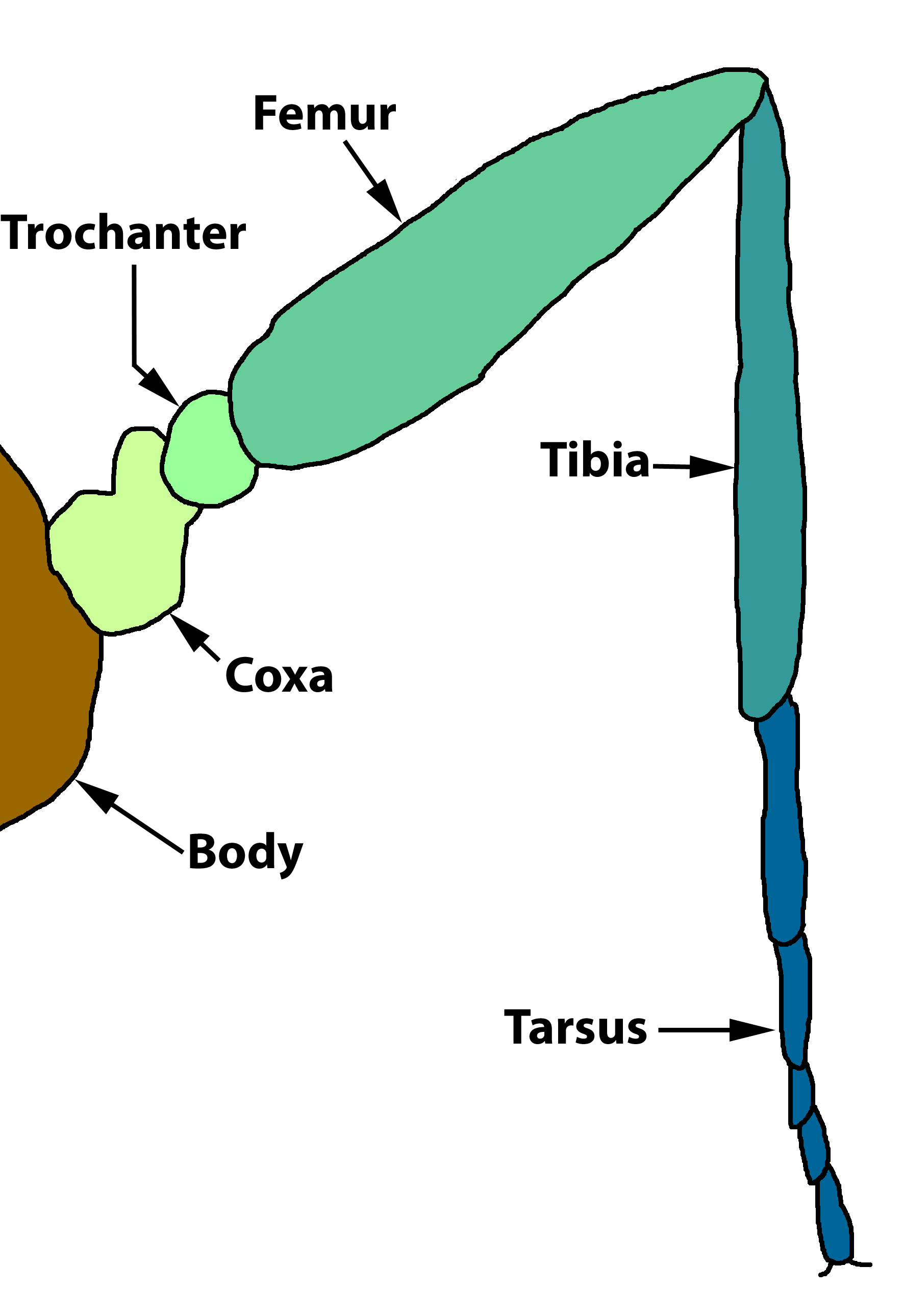
Insektenbein: Der mehrteilige Tarsus ist der letzte Abschnitt

Der Tarsus (griechisch-neulateinisch; Plural meist Tarsen, seltener Tarsi) ist der als Fuß bezeichnete distale (letzte) Abschnitt des Beines der Gliederfüßer.

## Insekten

### Tarsenglieder

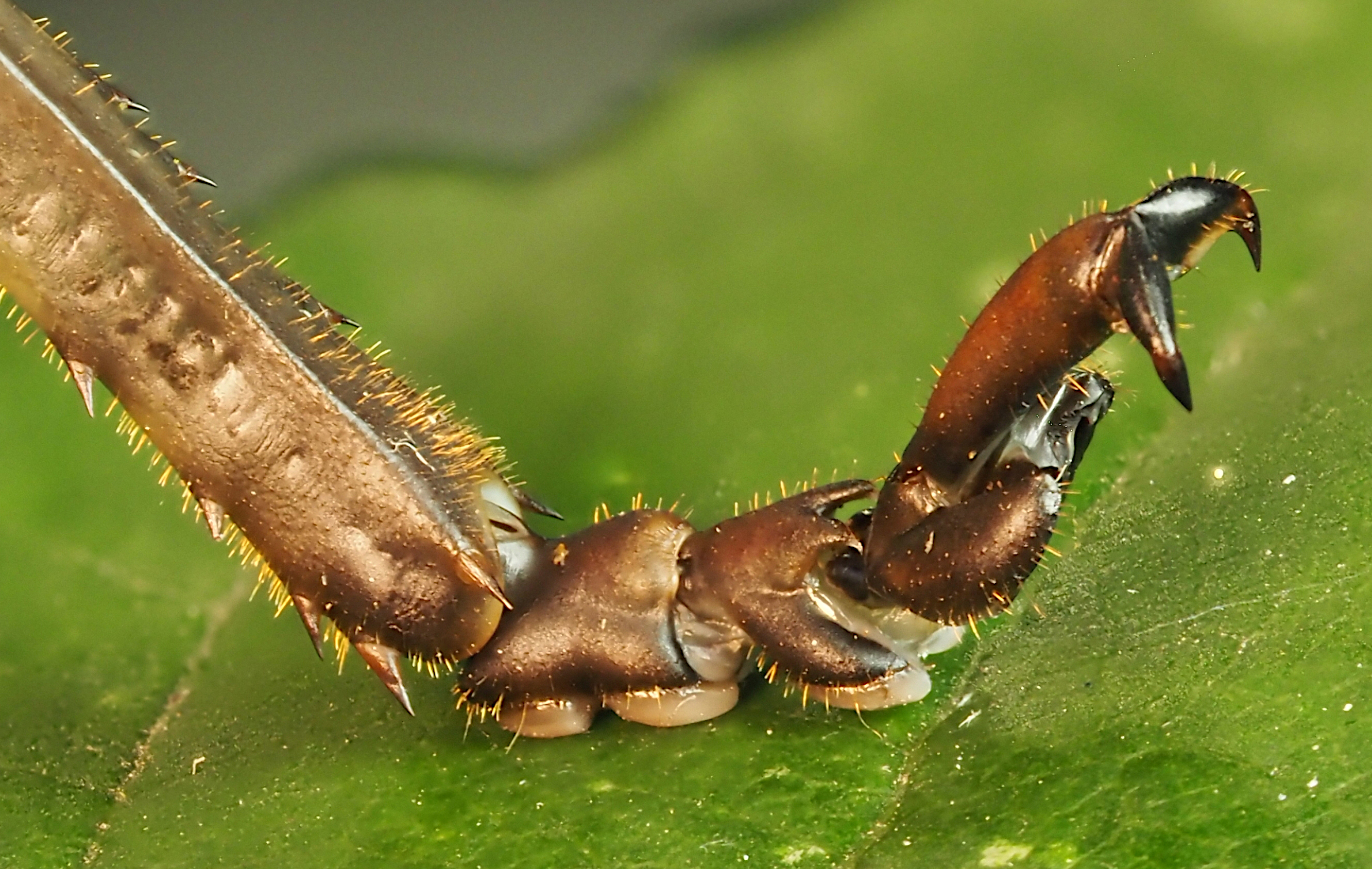
Charakteristischer Tarsus der Laubheuschrecken (am linken Vorderbein von Siliquofera grandis).

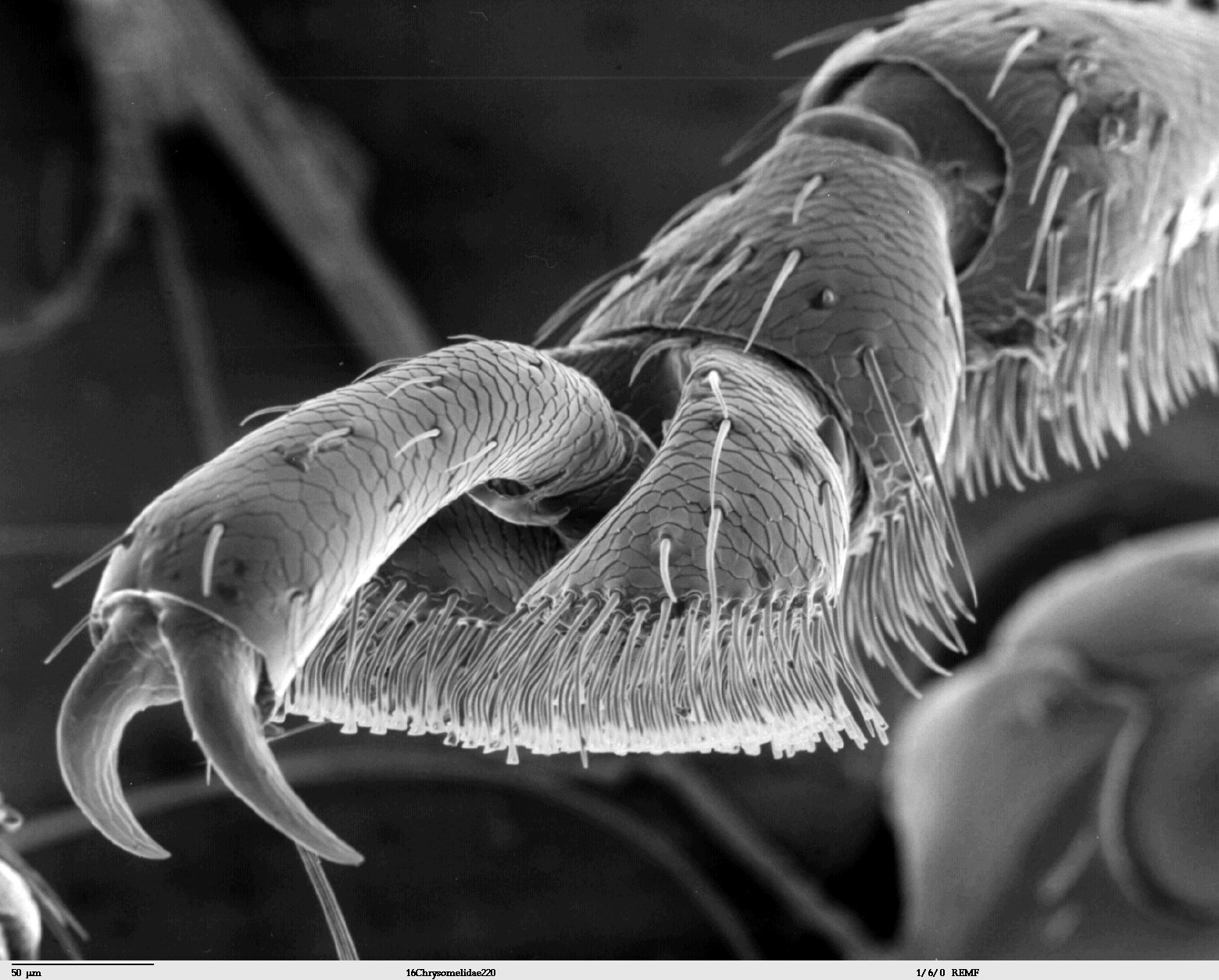
Tarsus eines Blattkäfers: Das Krallenpaar ist gut zu erkennen.

Besonders bei den Insekten besteht der Tarsus aus mehreren Gliedern (maximal fünf), die besondere Bedeutung als Erkennungs- und Bestimmungsmerkmal haben. Das erste, oft vergrößerte Fußglied heißt Fersenglied oder Metatarsus. Die Ausbildung der Tarsenglieder kann entsprechend den jeweiligen Lebensweisen stark variieren.
Die Tarsenformel gibt an, aus wie vielen Gliedern die Tarsen der Vorder-, Mittel- und Hinterbeine bestehen. Beispielsweise besagt die Tarsenformel 5-4-4, dass an den Vorderbeinen die Tarsen fünfgliedrig ausgebildet sind, am mittleren und hinteren Beinpaar jedoch die Tarsen nur aus vier Gliedern bestehen.
Die Tarsenglieder tragen nicht selten Fortsätze, die die Haftung auf glatten Oberflächen unterstützen. Oft tragen mehrere Tarsenglieder auf der Unterseite kissenförmige Vorsprünge, die Euplantulae. Bei vielen Käferarten ist die Unterseite einiger oder aller Tarsenglieder mit einem dichten Haarfilz besetzt. Manchmal sind zur noch besseren Haftung zusätzlich einige Tarsenglieder verbreitert.

### Prätarsus und Anhänge

Insekten-Tarsus mit Anhängen aller vier Arten:
1 Kralle/Klaue
2 Pulvillus
3 Empodium
4 Arolium

Als abgesonderte Struktur sitzt am letzten Tarsenglied der Prätarsus (manchmal auch Posttarsus genannt). Er besteht allerdings nur bei den Felsenspringern (Archaeognatha) und den Sackkieflern (Entognatha) aus einem deutlich erkennbaren Segment. Meist ist er auf einen membranösen Rest und mehrere kleine Sklerite reduziert. Daher sind vom Prätarsus oft nur dessen Anhänge erkennbar.
Am Prätarsus befinden sich eine oder zwei Krallen, die auch als Klauen bezeichnet werden oder lateinisch Unguis (Plural Ungues). Sie sitzen dorsal zum letzten Tarsenglied. Bei manchen Gruppen befindet sich zusätzlich zwischen ihnen ein hakenförmiger Sklerit, wodurch eine dritte Klaue vorgetäuscht wird. Die Klauen artikulieren an einem sklerotisierten Fortsatz des letzten Tarsensegments, der Unguifer genannt wird.
In verschiedenen Insektenordnungen finden sich am Prätarsus weitere Anhänge, die als Haftpolster auf glatten Oberflächen dienen. Ein unpaarer, lappenartiger Fortsatz mit glatter Oberfläche wird als Arolium bezeichnet. Paarige, lappenartige Fortsätze, die an der Basis der Krallen ansitzen, werden als Pulvillen bezeichnet. Zwischen den Pulvillen kann ein weiterer Fortsatz sitzen, der Empodium genannt wird; dieser kann borstenartig oder lappenförmig ausgebildet sein. Ein lappenförmiges Empodium ist an seiner Feinstruktur vom Arolium unterscheidbar. Diese Fortsätze kommen teilweise in Kombination miteinander vor (vgl. Abbildung links).

## Spinnen
Viele Spinnen haben auf der Unterseite der Tarsen ein Haftpolster, das als Scopula bezeichnet wird. Die aus Tausenden winziger Härchen bestehenden Polster vermitteln Adhäsionskräfte, die es den Spinnen ermöglichen, auf glatten Oberflächen Halt zu finden. Anders als bei den Insekten wird zur besseren Haftung keine Flüssigkeit ausgeschieden. Die Haftpolster ähneln dadurch eher den Haftorganen der Geckos, die ebenfalls in trockenem Zustand Haftung vermitteln. Die Annahme, dass größere Spinnen, insbesondere Vogelspinnen, innerhalb dieser Haftpolster an den Tarsen auch Spinnenseide produzieren können, wurde 2012 von Forschern der Neuen Kantonsschule Aarau und der University of Cambridge erneut widerlegt.